# سرانپ (کالیفرنیا)
سرانپ (به انگلیسی: Saranap) یک منطقهٔ مسکونی در ایالات متحده آمریکا است که در شهرستان کنترا کوستا، کالیفرنیا واقع شده‌است. سرانپ ۲٫۹۳۹ کیلومتر مربع مساحت و ۵٬۲۰۲ نفر جمعیت دارد و ۵۵ متر بالاتر از سطح دریا واقع شده‌است.